# Белоногая креветка
Белоногая креветка (Litopenaeus vannamei, синоним Penaeus vannamei) — вид креветок. Водятся в восточной части Тихого океана, встречаясь вдоль побережий от мексиканского штата Сонора до северной части Перу. Их ловят либо разводят для употребления в пищу. В конце XX века продукция аквакультуры превысила объемы вылова. При этом впервые представителей вида стали разводить в 1973 году во Флориде. В 2018 году мировая продукция аквакультуры белоногой креветки составила около 5 млн тонн.
Максимальная длина 230 мм. Взрослые особи живут в океане, держась на глубинах до 72 м. Известно несколько заболеваний, поражающих этих креветок.